# لوتار إنغلهارت
لوثار إنغلهارت (5 يوليو 1939 - مارس 2010) (بالألمانية: Lothar Engelhardt) هو لواء ألماني سابق، آخر قائد عام للجيش الشعبي الوطني في جمهورية ألمانيا الديمقراطية السابقة.

## مسيرته
ولد لوثار إنغلهارت في 5 يوليو 1939 في وانغنهايم، منطقة غوتا.
نظرا لأدائه الممتاز الدائم، فقد تم تفويض إنجلهاردت للمدرسة الخاصة العليا التابعة لوزارة الدفاع الوطني (ألمانيا الشرقية) (MOD East Germany)) في الفترة من 1962 إلى 1964، من أجل الحصول على التدريب على الاستطلاع القتالي.
وأعقب ذلك مهمة كرئيس للشركة في كتيبة الاستطلاع 7 التابعة لشعبة بانزر السابعة. لأنه كان يؤدي في هذه الوحدة ممتازة كذلك، تم تفويضه إلى الدراسة الثانوية في الجامعة العسكرية في سلاح أرمورد في موسكو (الاتحاد السوفياتي) من 1970 إلى 1973.
بعد التخرج الناجح في العلوم العسكرية (بالألمانية: Diplommilitärwissenschaftler, Dipl.-Mil) خدم حتى عام 1976 كضابط كبير للاستطلاع في المنطقة العسكرية الثالثة القيادة (لايبزيغ). وخلال هذه المهمة، تم ترقيته إلى رتبة مقدم، وحضر دورات خاصة متنوعة، منها دورات في اللغة الفرنسية في معهد اللغة الأجنبية للجيش الشعبي الوطني في ناومبورغ.